# Union Jack
Der Union Jack oder Union Flag ist die Nationalflagge des Vereinigten Königreichs. Die Flagge wird in ihrer heutigen Form seit 1801 geführt. Das Design der Flagge repräsentiert die Union von England, Schottland und Irland. Die drei Kreuze repräsentieren die Schutzheiligen der drei Königreiche der Britischen Inseln.
Ein älteres Design der Flagge, das die Flaggen von England und Schottland darstellt, war die Flagge des Königreichs Großbritannien zwischen 1707 und 1800. Dieses Design wurde erstmals 1606, in der Regierungszeit von Jakob VI. und I. verwendet. Das vorliegende Design wurde am 1. Januar 1801 verwendet, als die Act of Union 1800 in Kraft traten und Irland und Großbritannien vereinigten. Um die Vereinigung mit dem alten Königreich Irland anzuzeigen, wurde ein zusätzliches Kreuz hinzugefügt.

## Gestaltung

Entwicklung des Union Jack

Der Union Jack ist eine Überlagerung der englischen Flagge (rotes Kreuz auf weißem Grund, das sogenannte Georgskreuz), der schottischen Flagge (weißes Andreaskreuz auf blauem Grund) und des Patrickskreuzes (rotes Andreaskreuz auf weißem Hintergrund). Die vier Schenkel des roten Andreaskreuzes sind dabei versetzt. Die zueinander in einer Linie laufenden beiden Schenkel würden sich, wenn man sie im Geiste verlängerte, nicht treffen. Die Versetzung des roten Kreuzes im weißen dient dazu, beiden Kreuzen ihre Bedeutung zu geben.

### Farben
Die Farben der Union Flag entsprechen den Werten der folgenden Tabelle.
|                   | Blau          | Weiß        | Rot         |
| ----------------- | ------------- | ----------- | ----------- |
| RGB dezimal a     | 0, 36, 125    | 255-255-255 | 207, 20, 43 |
| RGB hexadezimal a | #00247D       | #FFFFFF     | #CF142B     |
| CMYK              | 100/72/0/18.5 | 0/0/0/0     | 0/91/76/6   |
| Pantone           | 280 C         | „safe“      | 185 C       |

Das Blau der Union Flag war zwischen 1600 und 1700 ein helleres und um 1800 ein dunkleres als das heutige.

## Geschichte

Der Union Jack von 1606

Schottische Version des Union Jack von 1606

### Entstehung
Der Union Jack wurde infolge der Personalunion zwischen Schottland, Irland und England erstmals unter König Jakob I. im Jahre 1606 eingeführt und bis 1649 verwendet. Nach der Vereinigung von Schottland und England wurde auf Schiffen zu See zunächst beide Flaggen geführt. Damit mussten zwei Flaggen an einer Stelle, also die eine über der anderen gehisst werden. Da das Hissen einer Nationalflagge über der anderen bedeutet, dass die untere Nation von der darüber liegenden besiegt wurde, führten schottische Schiffe das Andreaskreuz (Saint Andrew's Cross) über dem Georgskreuz (Saint George's Cross) und die Engländer machten es andersherum.
Daraufhin beauftragte Jakob I. seine Herolde damit, beide Flaggen gleichberechtigt zu vereinen.
Ursprünglich war der Union Jack nur eine Überlagerung der Flaggen Englands und Schottlands. Aus dem englischen roten Georgskreuz und dem schottischen Andreaskreuz entstand die erste Unionsflagge. Viele Schotten waren mit der Dominanz des englischen Kreuzes unzufrieden und hissten eine Zeit lang eine andere Version dieser Flagge, in der das Andreaskreuz im Vordergrund stand.
Nach dem englischen Bürgerkrieg wurde die Flagge Englands bis 1654 um die irische Harfe durch Oliver Cromwell aufgrund des Protektorats ergänzt, welche sich bis 1660 in der Flaggenmitte befand. Zwischen 1660 und 1801 wurde dann wieder der ursprüngliche Union Jack benutzt.
1801 wurde mit der politischen Integration der Nachbarinsel Irland auch das rote Andreaskreuz (die damalige irische Flagge, das Patrickskreuz; Saint Patrick's Cross) in den Union Jack aufgenommen und ersetzte das irische Wappen.
Die Flagge von Wales hat dagegen nie Aufnahme in den Union Jack gefunden, da Wales schon durch den Act of Union 1536, also lange vor der Gründung des Vereinigten Königreiches, an England angeschlossen wurde und durch das englische Georgskreuz als hinreichend vertreten galt; es existieren jedoch Entwürfe für einen Union Jack mit dem walisischen Davidskreuz (gelbes Kreuz auf schwarzem Grund). Die damalige britische Kulturministerin Margaret Hodge schloss 2007 eine Neugestaltung nicht aus.

### Bezeichnung Union Jack

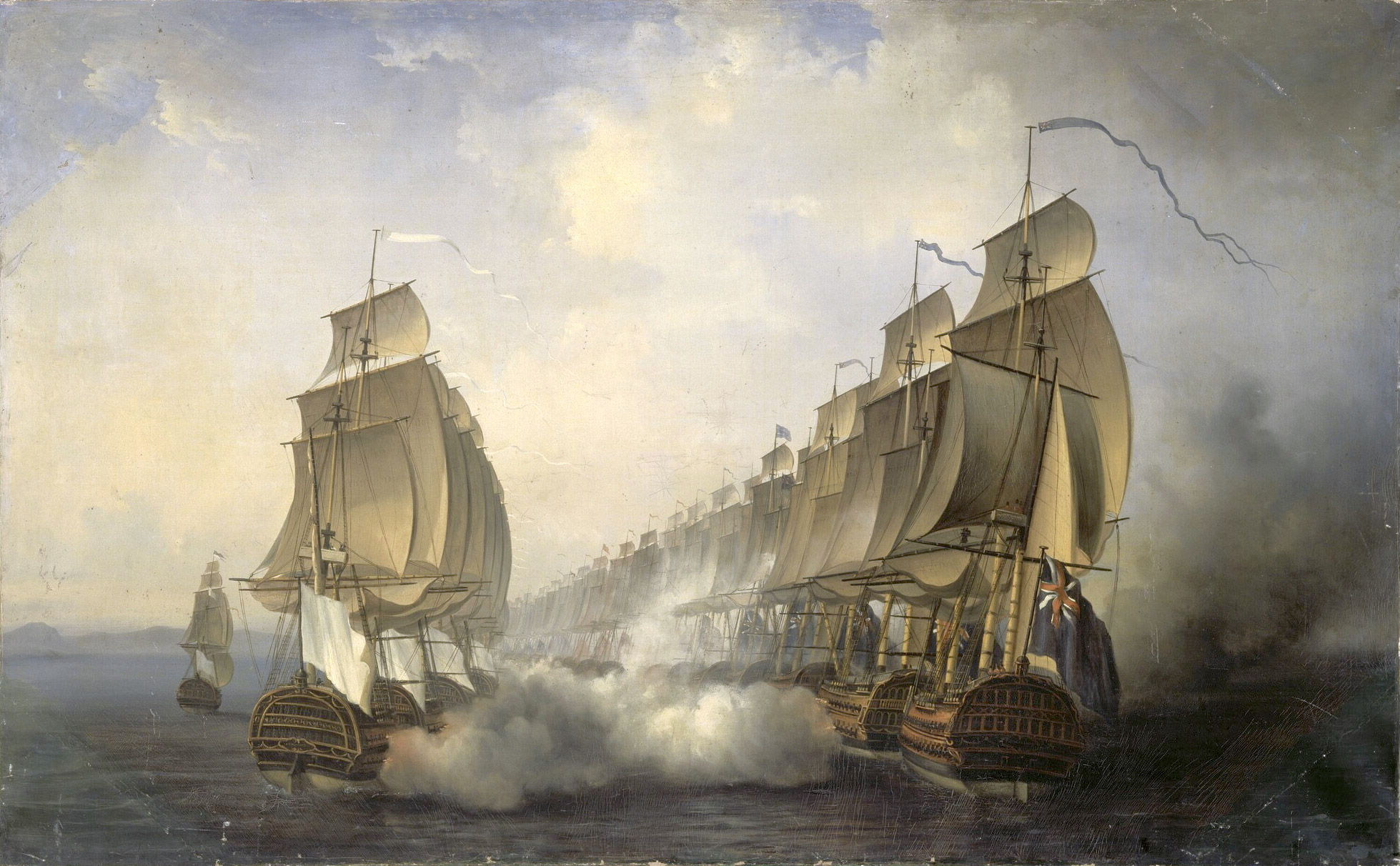
Die Union Flag als Blue Ensign in einem Gemälde einer Seeschlacht von 1783

Der Ursprung des Ausdrucks „Union Jack“ ist nicht bekannt. Es gibt Hinweise darauf, dass der Begriff zur Zeit von Königin Anne existierte. Einige Erklärungen für den Namen sind, dass „Jack“ von dem „Jack-et“ der Soldaten in den englischen oder schottischen Armeen abgeleitet wird, oder vom Namen Jakob I, der diese Flagge in ihrer ursprünglichen Form eingeführt hat. Alternativ bezieht sich die Bezeichnung „Jack“ möglicherweise auf die Verwendung als Bugflagge (deutsch „Gösch“) auf Kriegsschiffen unter Karl II. Eine Bedeutung von „Jack“ ist „klein“.

### Union Jack und multikulturelles Vereinigtes Königreich
Seit den 1990er Jahren wird zuweilen diskutiert, vor dem Hintergrund der multikulturellen Zusammensetzung der Bevölkerung des Vereinigten Königreiches die Flagge zu verändern, so durch die zusätzliche Aufnahme eines schwarzen Andreaskreuzes. Hintergrund dieser Debatte ist u. a. der Slogan „There ain't no black in the union jack“, welcher ursprünglich von rassistischen Bewegungen in den 1960er Jahren aufgebracht wurde, um auszudrücken, dass für nichteuropäische Einwanderer kein Platz im Land sei. Später wurde er ab den 1980er Jahren von antirassistischen Gruppen aufgegriffen, um die Ausgrenzung und die Entfremdung von Einwanderern von der weißen Mehrheitsgesellschaft auszudrücken.

## Dienstflaggen

Gösch von der Royal Navy (Seitenverhältnis 1:2)
White Ensign
Blue Ensign
Red Ensign
Royal Air Force

Da nur die Dienstflaggen zur See von der Nationalflagge abweichen, werden sie auch als Ensign, dem Begriff für die Heckflagge eines Schiffes, bezeichnet. Die Royal Navy benutzte bis zur Flottenreform 1864 drei Abwandlungen des Union Jacks. Seit der Flottenreform von 1652 verfügte die Royal Navy über drei Hauptflotten, die jeweils unter ihren Ensign segelten und für verschiedene Regionen zuständig waren:
- White Ensign für Europa
- Red Ensign für Westindien (Karibik, Nordatlantik)
- Blue Ensign für Ostindien (Südatlantik, Pazifik und Indischer Ozean)

Seit 1865:
- Die White Ensign ist seit 1864 die einzige Flagge der Royal Navy. Sie ist die Seekriegsflagge.
- Die Red Ensign (auch civil ensign; engl. „Bürgerflagge“) wurde zur Handelsflagge. Großbritannien, abhängige Gebiete und auch ehemalige Kolonien benutzen bis heute die Red Ensign als Flagge ihrer Handelsschiffe. Sie ist die Grundlage der Flaggen der Bermudas und einiger kanadischer Provinzen.
- Die Blue Ensign dient als Dienstflagge zur See. Ihre Benutzung ist staatlichen Behörden vorbehalten. Seit 1865 wurde den abhängigen Gebieten erlaubt, sie mit einem Wappen (Badge) zu ergänzen und eigene Flaggen zu bilden, woraus diverse Kolonialflaggen entstanden, die teilweise bis heute Bestand haben und zur Grundlage einiger heutiger Nationalflaggen wurden. (vgl. Flagge Australiens, Flagge Neuseelands, Flagge Fidschis)

### Weitere Flaggen

Bürgerliche Gösch
Zivile Luftfahrt
Zivilschutz (Civil Defence Service)

### Flagge des Königs
Da der Monarch von Großbritannien nicht nur Staatsoberhaupt Großbritanniens, sondern formell auch einiger anderer Länder im Commonwealth ist, benutzt der König in diesen Ländern jeweils eigene Flaggen, die Royal Standard heißen und vom Union Jack abweichen. Hierbei wird meist das Wappen des jeweiligen Landes verwendet.

Royal Standard
Royal Standard, die in Schottland verwendet wird

## Abhängige Gebiete
Seit 1865 war es britischen Kolonien und abhängigen Gebieten erlaubt, die Blue Ensign mit einem eigenen Wappen zu ergänzen. Es wurde auch Privatpersonen erlaubt, eine entsprechende Red Ensign zu führen. In einigen Fällen, wie z. B. in Südafrika oder Kanada, wurde die Red Ensign mit der Unabhängigkeit zur Nationalflagge. Die einzige Ausnahme ist die Flagge des Britischen Antarktis-Territoriums, die eine Version der White Ensign ist.

Falklandinseln
Bermuda
Britisches Antarktis-Territorium
Cayman Islands
Gibraltar

### Abhängige Gebiete mit Union-Jack-Flaggen
- Flagge Anguillas
- Flagge des britischen Antarktis-Territoriums
- Flagge Bermudas
- Flagge der Britischen Jungferninseln
- Flagge der Cayman Islands
- Flagge der Falklandinseln
- Flagge Montserrats
- Flagge der Pitcairninseln
- Flagge St. Helenas / Flagge Ascensions / Flagge Tristan da Cunhas
- Flagge Südgeorgiens und der Südlichen Sandwichinseln
- Flagge des Britischen Territoriums im Indischen Ozean
- Flagge der Turks- und Caicosinseln

### Abhängige Gebiete mit Flaggen ohne Union Jack
- Flagge Gibraltars
- Flagge der Isle of Man
- Flagge Guernseys
- Flagge Jerseys

## Andere Staaten mit dem Union Jack
Zahlreiche ehemalige Kolonien behielten den Union Jack in ihren Nationalflaggen im vorderen Obereck (vom Betrachter aus links, an der mastzugewandten Seite). Teilweise werden in diesen Ländern auch entsprechende Red Ensigns als Handelsflagge und White Ensigns als Marineflagge geführt. Auch verschiedene Provinzflaggen haben den Union Jack im Kanton.

Australien
Fidschi
Neuseeland
Tuvalu
Hawaii
Tasmanien
British Columbia
Cookinseln
Niue

### Aktuelle National- und Provinzflaggen mit dem Union Jack
- Flagge Australiens
  - Flagge von New South Wales
  - Flagge von Queensland
  - Flagge von South Australia
  - Flagge von Tasmanien
  - Flagge von Victoria
  - Flagge von Western Australia
- Flagge Fidschis
- Kanada benutzt seit 1965 die Ahornblatt-Flagge statt des Red Ensign. Der Union Jack ist jedoch weiterhin offizielles Symbol der Zugehörigkeit zum Commonwealth und der Monarchie.[14] (Siehe auch: Kanadische Red Ensign)
  - Flagge von British Columbia
  - Flagge von Manitoba
  - Standard des Vizegouverneurs von Nova Scotia
  - Flagge von Ontario
- Flagge Neuseelands
  - Flagge der Cookinseln
  - Flagge Niues
- Flagge Tuvalus
- Die USA benutzen den Union Jack seit 1776 nicht mehr
  - Flagge Hawaiis

Ferner führt Baton Rouge (US-Bundesstaat Louisiana) einen Union Jack in der Stadtflagge.

## Historische Union Jacks
Da es seit 1865 Kolonien und abhängigen Gebieten erlaubt war, eigene Flaggen zu führen, die zumeist auf der Blue Ensign basierten, entstanden diverse Kolonialflaggen, die teilweise auch nach der Unabhängigkeit Bestand hatten.
Eine inoffizielle Flagge des Britischen Weltreich wurde in der Nähe seiner territorialen Höhe geschaffen, um die Symbole aller seiner autonomen Herrschaftsgebiete zu vereinen. Man war der Meinung, dass der Union Jack allein nicht ausreichte, um sie zu repräsentieren.
Eine Besonderheit ist die bis 1994 benutzte Flagge Südafrikas. Gemeinsam mit den Flaggen der Burenrepubliken Oranje-Freistaat (senkrecht) und Transvaal bildete der Union Jack das Wappen auf einer abgewandelten niederländischen Flagge. Um das gleiche Seitenverhältnis wie in der Unionsflagge Südafrikas verwenden zu können, war dort zwischen 1929 und 1957 eine Union Jack-Version mit dem Seitenverhältnis 2:3 erlaubt.

Vereinigte Staaten von Amerika, 1776
Britische Ostindien-Kompanie, 1801 bis 1858
Britisches Weltreich, 1910 (Inoffiziell)
Kanada, 1921 bis 1957
Südafrika bis 1994
2:3   Union Jack in Südafrika, 1929 bis 1957

### Historische Flaggen
- Historische Flagge des Commonwealth of England von 1653 bis 1659
- Historische Flagge der Britischen Ostindien-Kompanie bis 1858
- Historische Flagge der Elliceinseln bis 1978
- Historische Flagge von Barbados (1870–1966)
- Historische Flagge Fidschis bis 1970
- Historische Flagge Gambias bis 1965
- Historische Flagge Ghanas bis 1957
- Historische Flagge der Gilbertinseln bis 1979
- Historische Flagge Grenadas bis 1967
- Historische Flagge Guyanas bis 1966
- Historische Flagge des Königreichs Hannover bis 1867
- Historische Flagge Helgolands von 1807 bis 1890
- Historische Flagge Hongkongs bis 1997
- Historische Flagge Britisch-Indiens bis 1947
- Historische Flagge des Generalgouverneurs und Vizekönigs von Indien bis 1947
- Historische Flaggen Jamaikas bis 1962
- Historische Flagge Kanadas bis 1965
- Historische Flagge Kenia bis 1963
- Historische Flagge Malawis bis 1963
- Historische Flagge Maltas bis 1947
- Historische Flagge von Britisch-Ceylon bis 1948
- Historische Flagge von Mauritius bis 1968
- Historische Flagge Nigerias bis 1960
- Historische Flagge Nordrhodesiens bis 1963
- Historische Flagge Sarawaks bis 1963
- Historische Flagge Südafrikas bis 1928
  - mit Union Jack als Wappenbestandteil bis 1994
- Historische Flagge Südjemens bis 1963
- Historische Flaggen Südrhodesiens (dunkelblau 1823–1953, hellblau bis 1968)
- Historische Flagge Ugandas bis 1968
- Historische Flagge der USA (nur teilweise und kurzzeitig 1776)
- Historische Flagge der Zentralafrikanischen Föderation bis 1963
- Historische Flagge Zyperns bis 1960